# Борисова Олена Миколаївна
Бори́сова Оле́на Микола́ївна (*20 грудня 1982) — українська художниця-пастелістка, лауреат Всеукраїнської премії "Жінка ІІІ тисячоліття, переможиця всеукраїнської премії АТО - ООС, член Спілки художників України.

## Біографія
Народилася 20 грудня 1982 року у Харкові. Малювати почала в ранньому дитинстві. З 1987 року — відвідувала дитячий художній гурток, брала участь в дитячих виставках.
У 1998 році вступила до Харківського художнього училища, яке закінчила екстерном — за два з половиною роки (отримала диплом з відзнакою). Навчалася в майстерні Заслуженого діяча мистецтв України, директора художнього училища (з 1969 року) Григорія Коробова. 
Переможниця Всеукраїнської олімпіади-конкурсу живопису і малюнка (завдяки перемозі у 2002 році була автоматично зарахована до Харківської державної академії дизайну і мистецтв). Навчалася у народного художника України, голови Спілки Художників Харкова, Віктора Івановича Ковтуна та заслуженого діяча мистецтв Вінтаєва Юрія Миколайовича. 
Живе і працює у Харкові.

## Творчість
З 2000-го року — член молодіжної організації Національної спілки художників України. За 2000–2001-й роки взяла участь в 10-ти Всеукраїнських виставках, а також — тематичній виставці в рамках Міжнародного трієнале «Четвертий блок. Пам'яті Чорнобиля» і Міжнародній виставці в галереї «Піеридис» в Афінах, Греція (2001).
Загалом, станом на 2009 рік, взяла участь в 52-х міжнародних і 28-и всеукраїнських виставках, провела 26 персональних. У 2003 році — взяла участь в Міжнародному пленері (Польща-Україна), який проходив в Чернігові.
За 2009 рік брала участь в таких виставках:
- «Колір Імператора» (м. Чугуїв, Україна),
- «Від серця до серця» (клуб «Tetra», Харків),
- «Ностальгія за майбутнім» (Будинок Нюрнберга, Харків),
- «Весна» (Харківська Філармонія),
- Міжнародна виставка «Сяяння Еллади» («Галерея Маестро», Харків),
- «Гімн прекрасному» (Муніципальна галерея на острові Іос, Греція),
- «У світі кольору» (Конференц-центр у Фіра Белоніо на острові Санторіні, Греція).

Картини художниці зберігаються в приватних колекціях України, Росії, Польщі, Швеції, Бельгії, Нідерландів, Франції, Австрії, Німеччини, Швейцарії, Греції, Ізраїлю, США, Австралії та інших країн.
Працює переважно в техніці пастель, рідше — малює олійними фарбами чи графічні роботи (хоча має персональні виставки і таких робіт).

### Персональні виставки
- «Мій рідний край - моя любов...» Харків, 2001р., Будинок Художників, Будинок культури міліції.

- Виставка ілюстрацій до віршів А.М. Новосєловой - Хмельницької «Я і Ти», Харків, 2002 р., бібліотека ім. К.Станіславського.
- «Місто мого дитинства». Харків, 2002 р., Будинок культури міліції.
- «Фарби осені». Харків, 2002 р., Будинок культури міліції, Будинок нюрнберга.
- «Янголе мій, чи бачиш ти мене...». Харків, 2003 р. Галерея "Маестро".
- «Сумний мім». Австрія, Вена, 2003 р., приватна галерея.
- «Блакитні сни». Нідерланди, Амстердам, 2004 р., Арт-галерея.
- «Час для щастя». Франція, Париж, 2004 р., Арт-галерея.
- «Різні люди», Велика Британія, Шеффілд, 2005 р., приватний Арт-клуб.
- «Тихі вітри». Франція, Париж, 2005 р., Арт-галерея.
- «Шепіт янгола». Греція, острів Крит, Ханья, старий порт, мечеть. 2006 р.
- «Смарагдове місто». Греція, острів Крит, Ханья старий порт, мечеть. 2006 р.
- «Ханья - місто мрії». Греція, острів Крит, Ханья. 2006 р.
- «Розбий гранат на щастя». Греція, острів Крит, Ханья. 2006 р.
- «Розмови про інших». Велика Британія, Лондон, Арт-галерея. 2007 р.
- «Весна». Харків, 2007 р. Харківська Філармонія.
- «Фарби червня». Полтава, 2007 р., музей ім. Панаса Мирного.
- «Лісовий ноктюрн». Полтава, 2007 р. музей ім. В.Г. Короленка.
- «Спіймані риби». Велика Британія, Лондон, Арт-галерея. 2007 р.
- «Транзит». Харків, 2008 р. галерея "Маестро".
- «Весна». Харків, 2009 р., Харківська Філармонія.
- «Ностальгія за майбутнім». Харків, Будинок Нюрнберга, 2009 р.
- «Від серця до серця». Харків, 2009 р., клуб "Tetra" (присвячена онкохворим дітям)

### Вибрані роботи
- «Великдень в Києво-Печерській Лаврі» — Художній музей імені Іллі Рєпіна, Чугуїв.
- «Квіти» — Музей імені Панаса Мирного, Полтава.
- «Із циклу „Лісовий ноктюрн“» — Музей імені Володимира Короленка, Полтава.
- «Піймані риби», «Човни» — приватне зібрання, Лондон, Англія.
- «Осінь» — приватне зібрання, Лос-Анджелес, США.
- Триптих «Із циклу „Сірий шторм“» — приватне зібрання, Париж, Франція.

## Нагороди
- У 2011 році стала лауреаткою Всеукраїнської премії «Жінка ІІІ тисячоліття» в номінації «Перспектива».
- Переможиця всеукраїнської премії АТО - ООС,  в 2022  році. Перше місце в номінації  "графіка".